# 哈爾克號補給艦

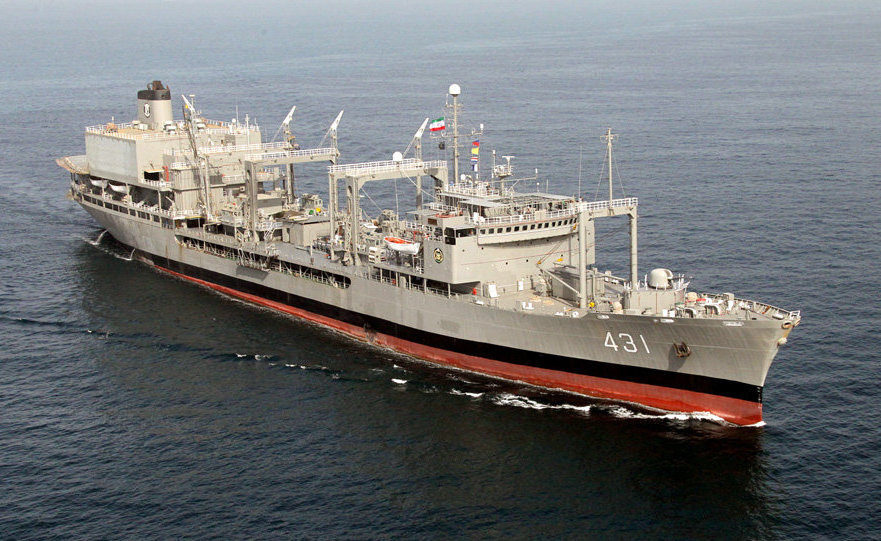

哈爾克號補給艦（波斯語：خارگ‎）是伊朗海軍的艦隊補給艦，艦名源於哈爾克島。該艦原本是由英國天鵝獵人建造的油輪，並在1977年下水。1984年，該艦交付給伊朗。直到2021年初莫克蘭號登陸艦下水以前，哈爾克號補給艦一直是伊朗海軍噸位最大的艦艇。
2021年6月2日，哈爾克號補給艦在阿曼灣起火，並在伊朗賈斯克和荷姆茲海峽附近沉沒。

## 外部連結
- Profile at Tyne （页面存档备份，存于）